# Nationaal park Kamdeboo
Het Nationaal park Kamdeboo is een natuurreservaat gelegen in de Zuid-Afrikaanse Oost-Kaapprovincie, grotendeels rondom het stadje Graaff-Reinet. Het park, opgericht in 2005, beslaat 14 500 hectare. Er zijn plannen om Kamdeboo te koppelen aan het Nationaal park Bergkwagga, om zo een 520 000 hectare groot park te vormen.

## Fauna
Dit zijn de meest voorkomende, en wellicht ook de bekendste, dieren die in het park voorkomen:

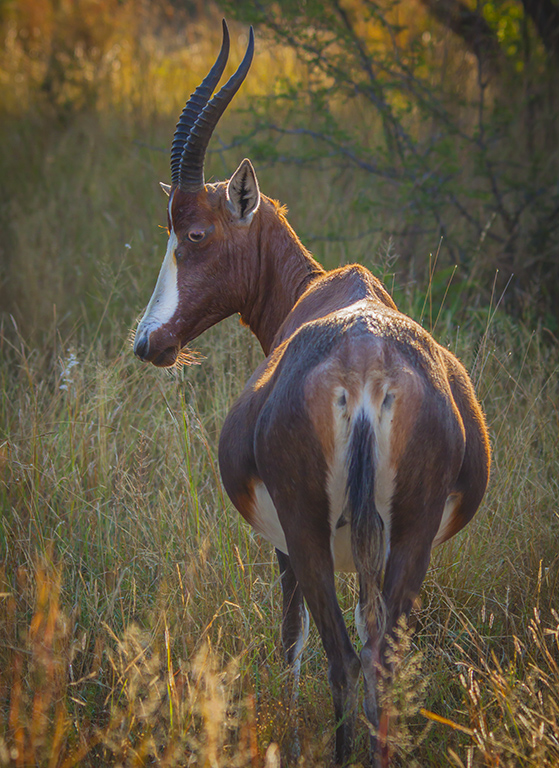
Blesbok
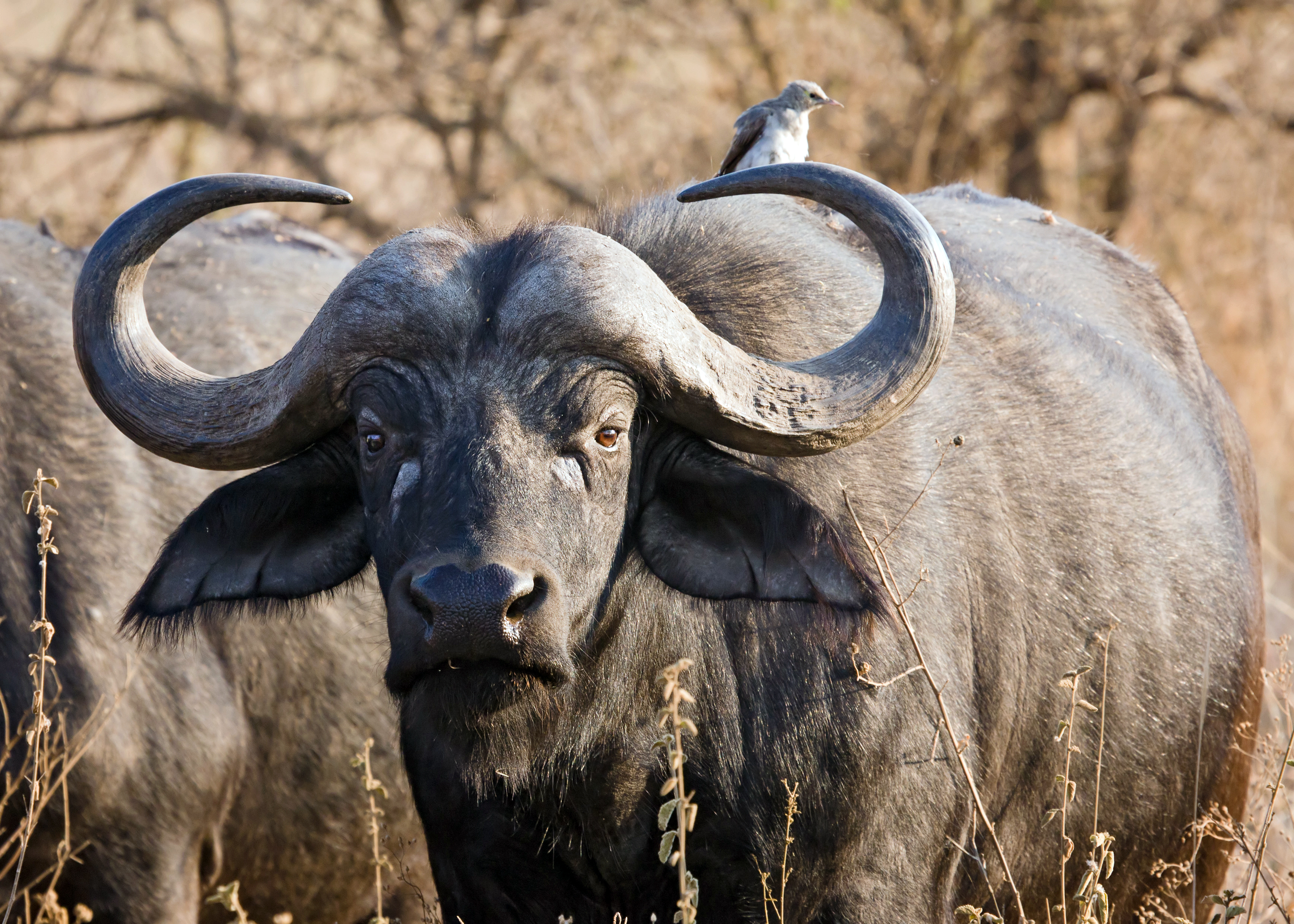
Buffel
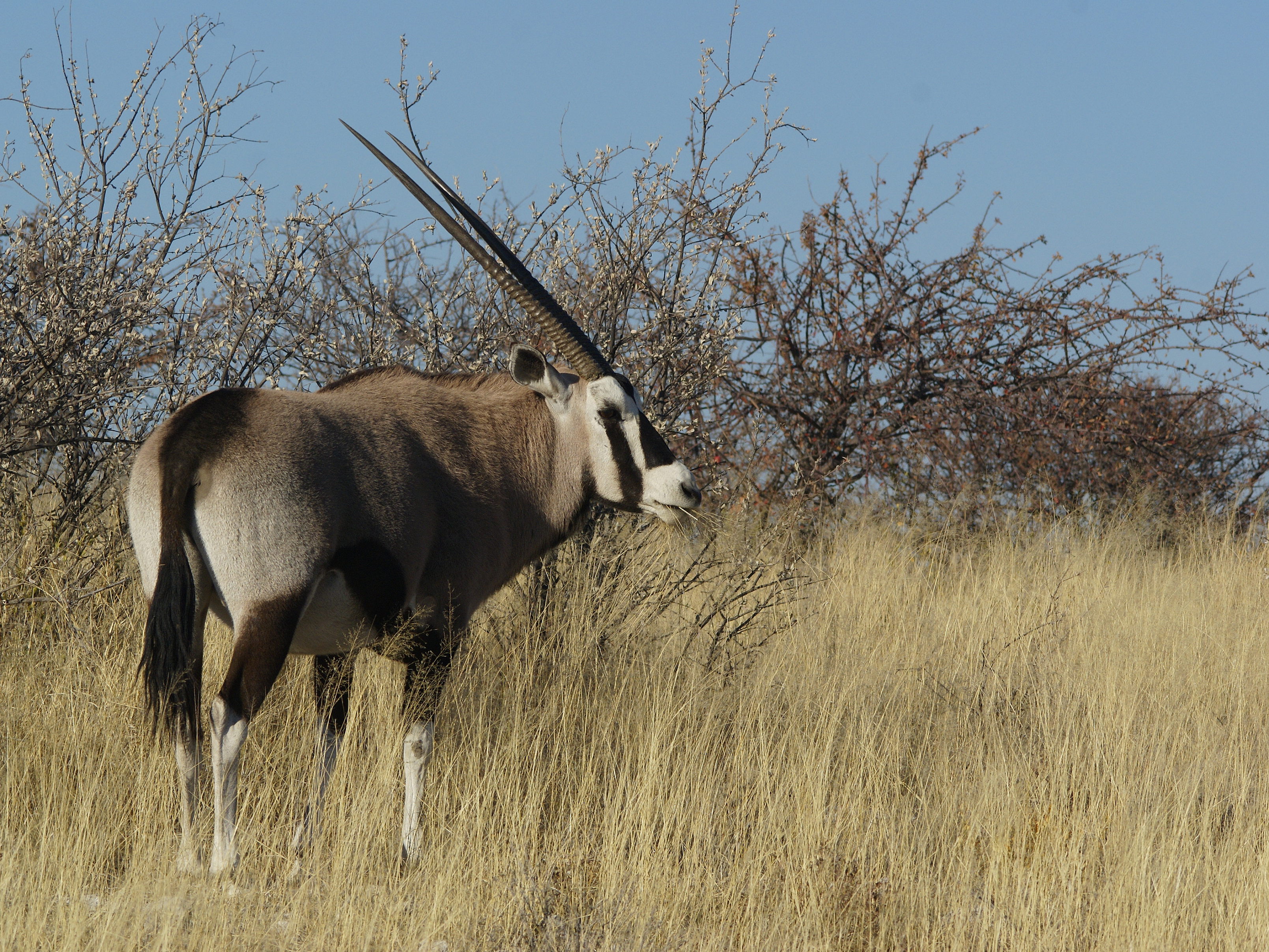
Gemsbok
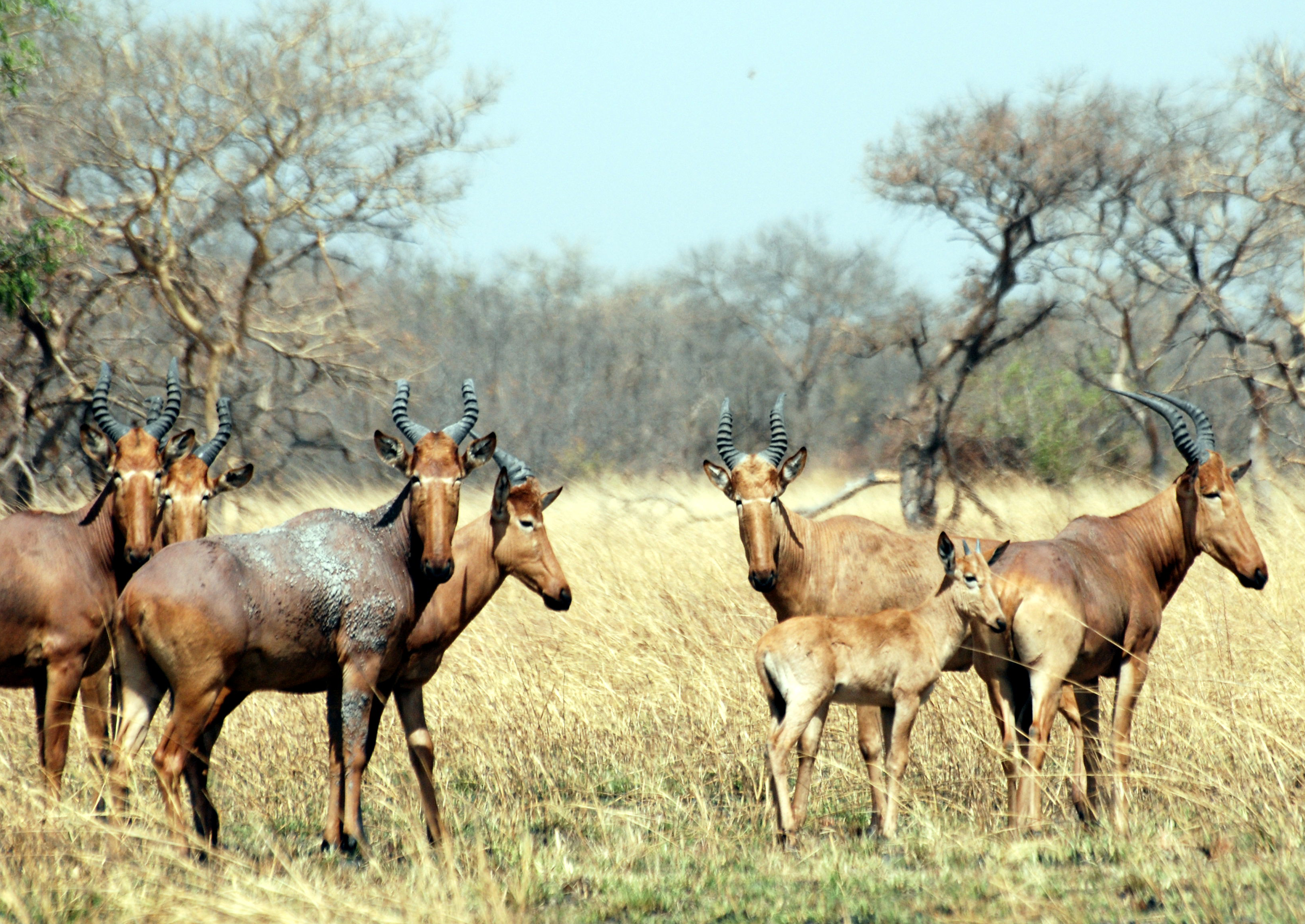
Rode hartebeesten
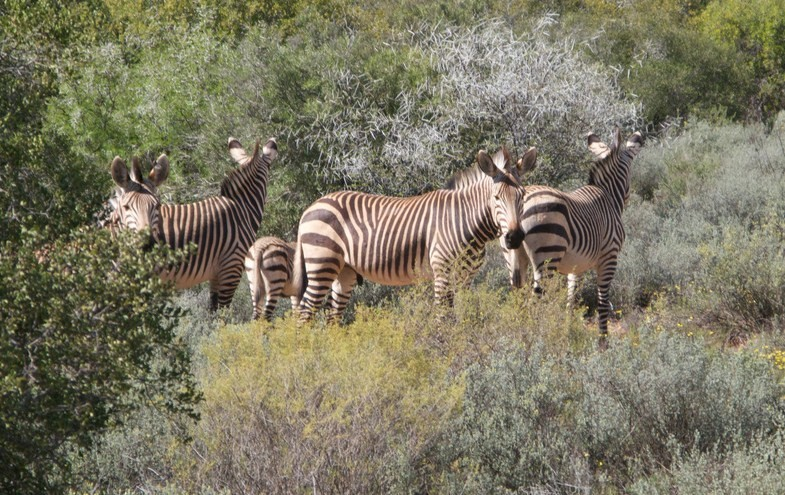
Kaapse Bergkwagga
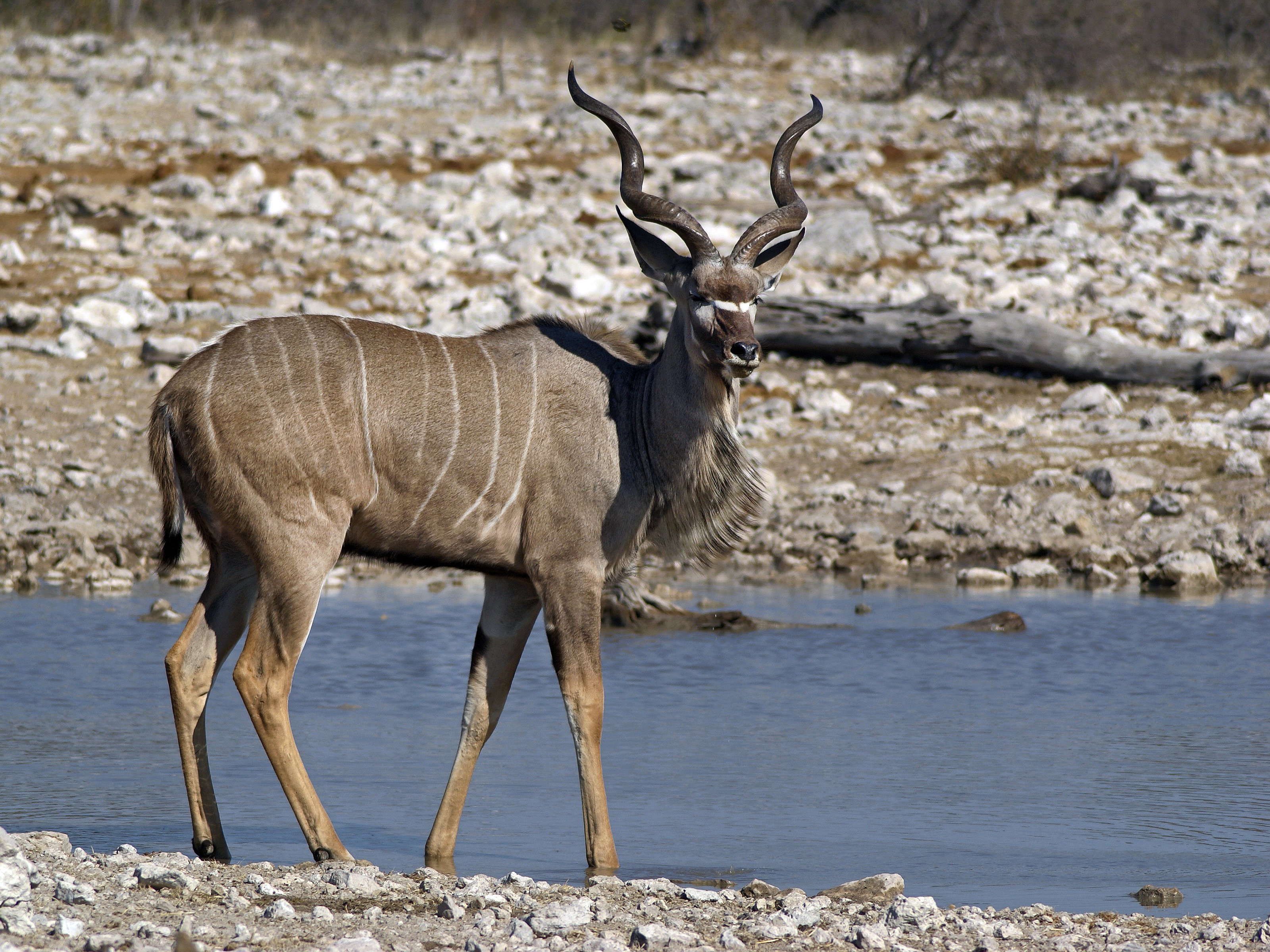
Koedoe
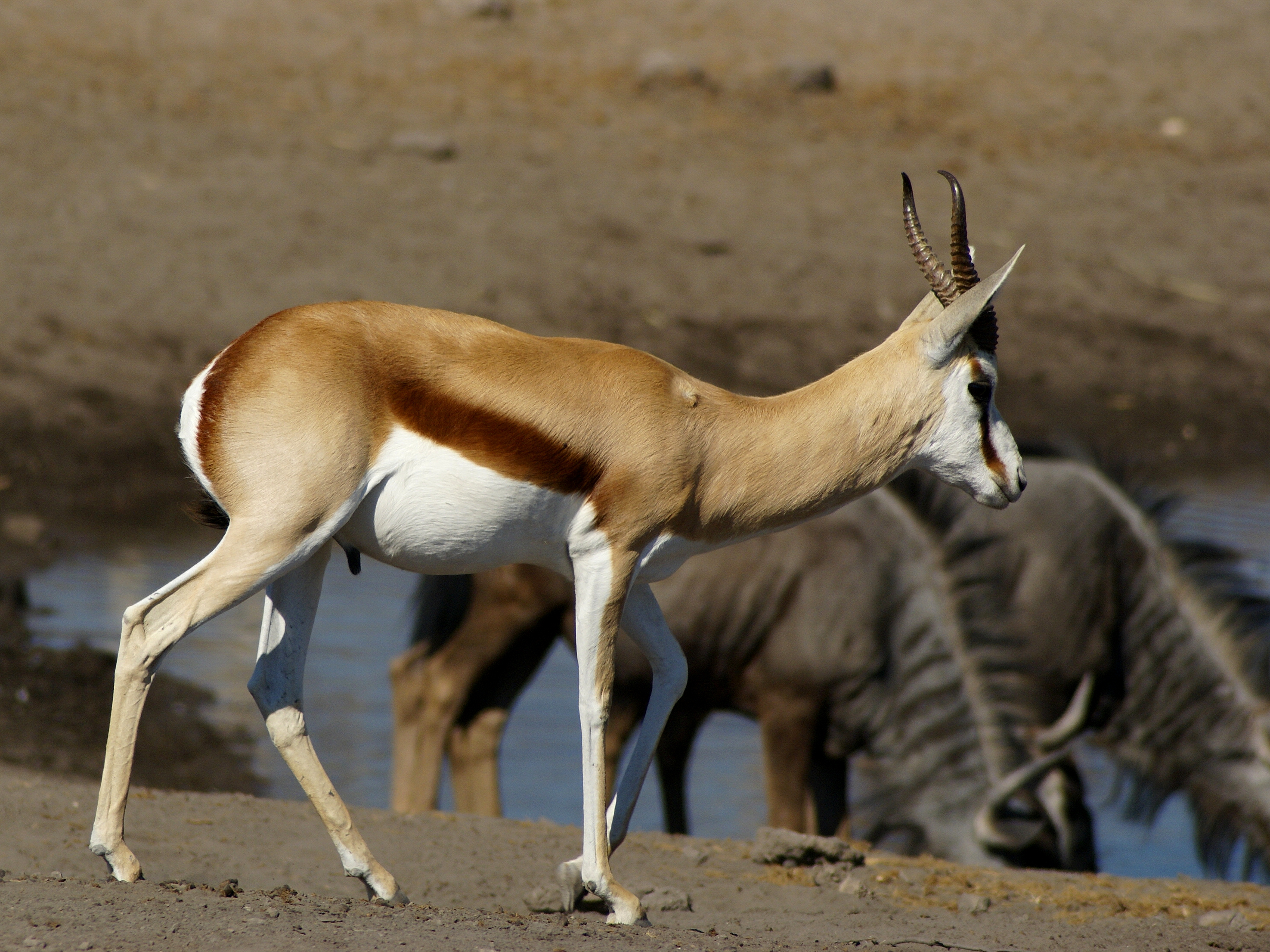
Springbok
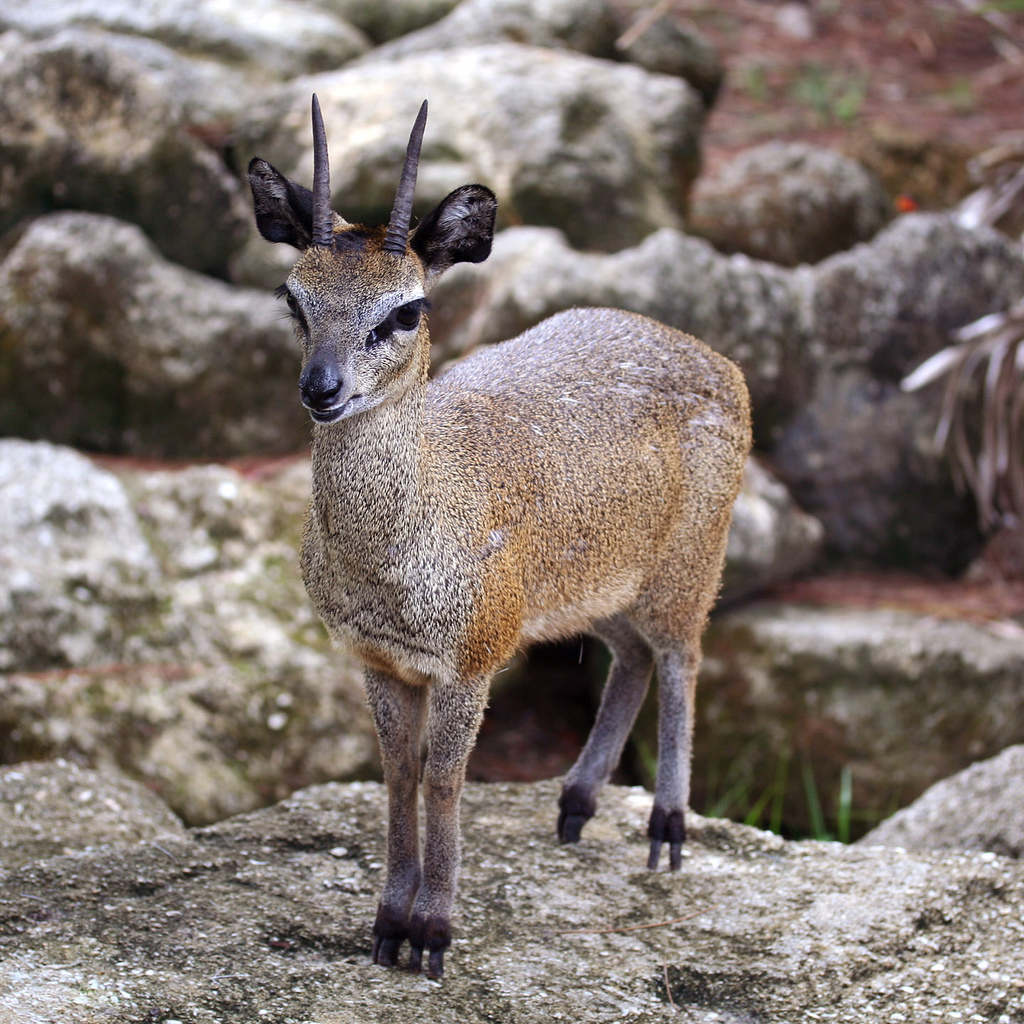
Klipspringer
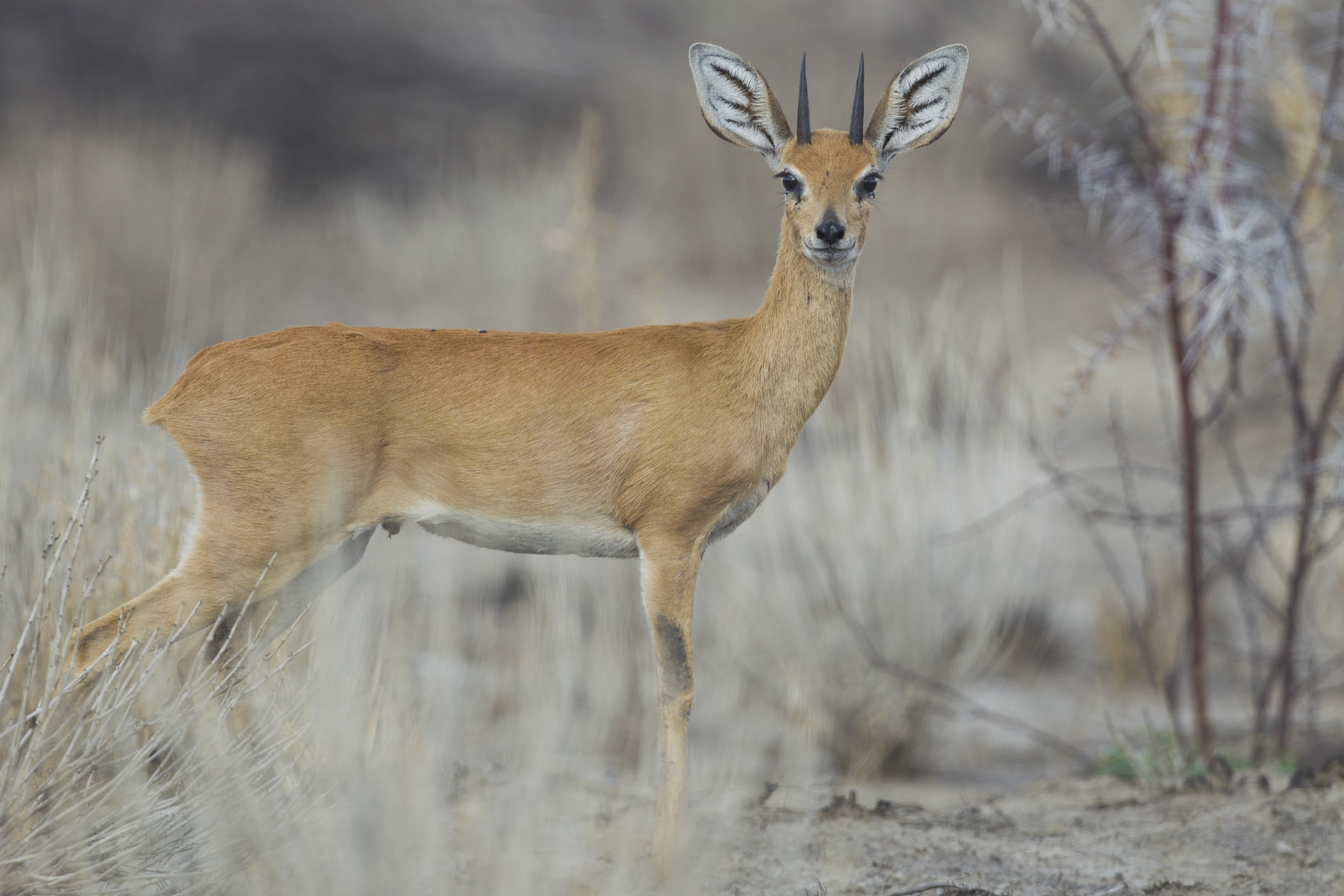
Steenbok
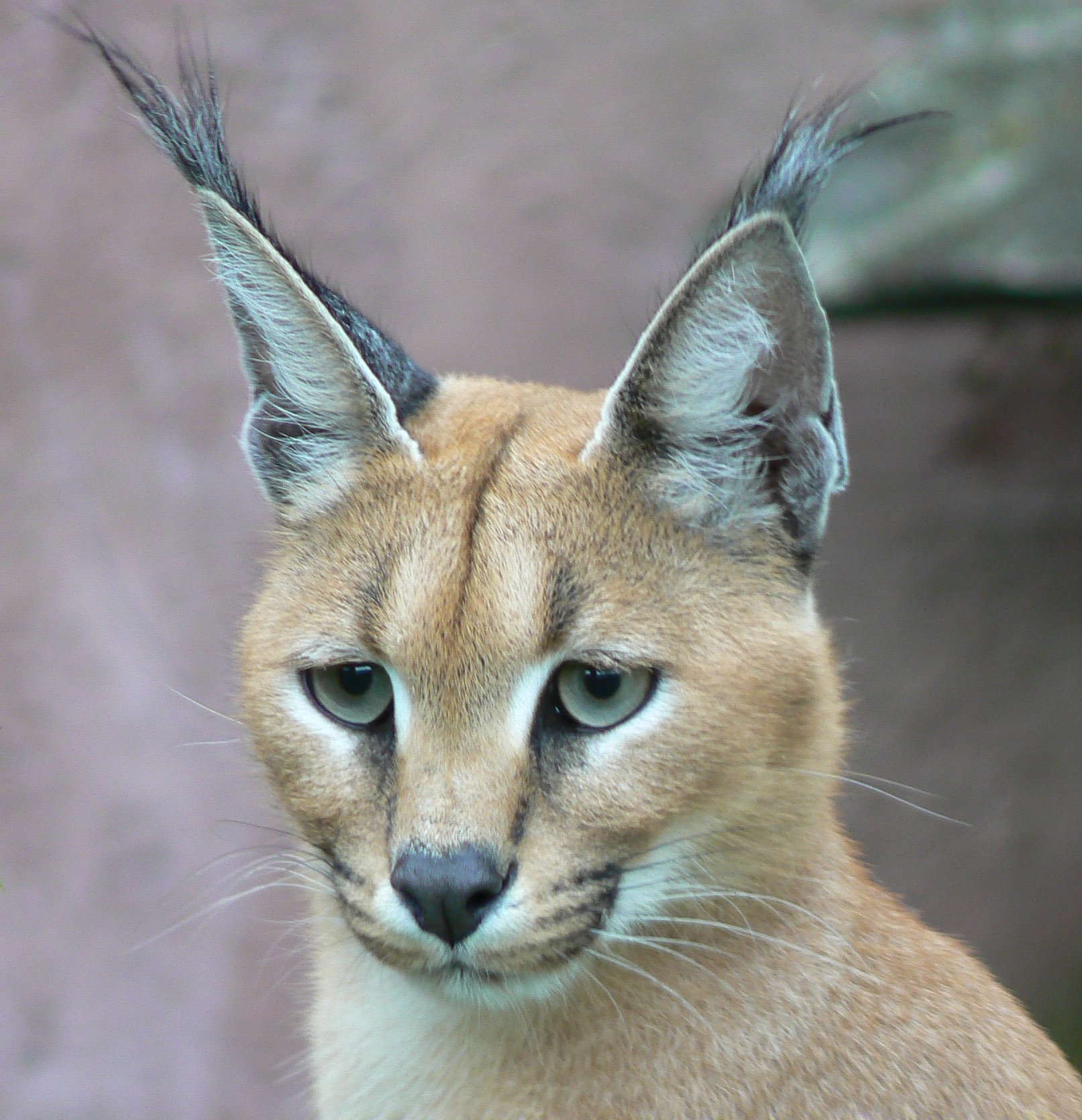
Caracal
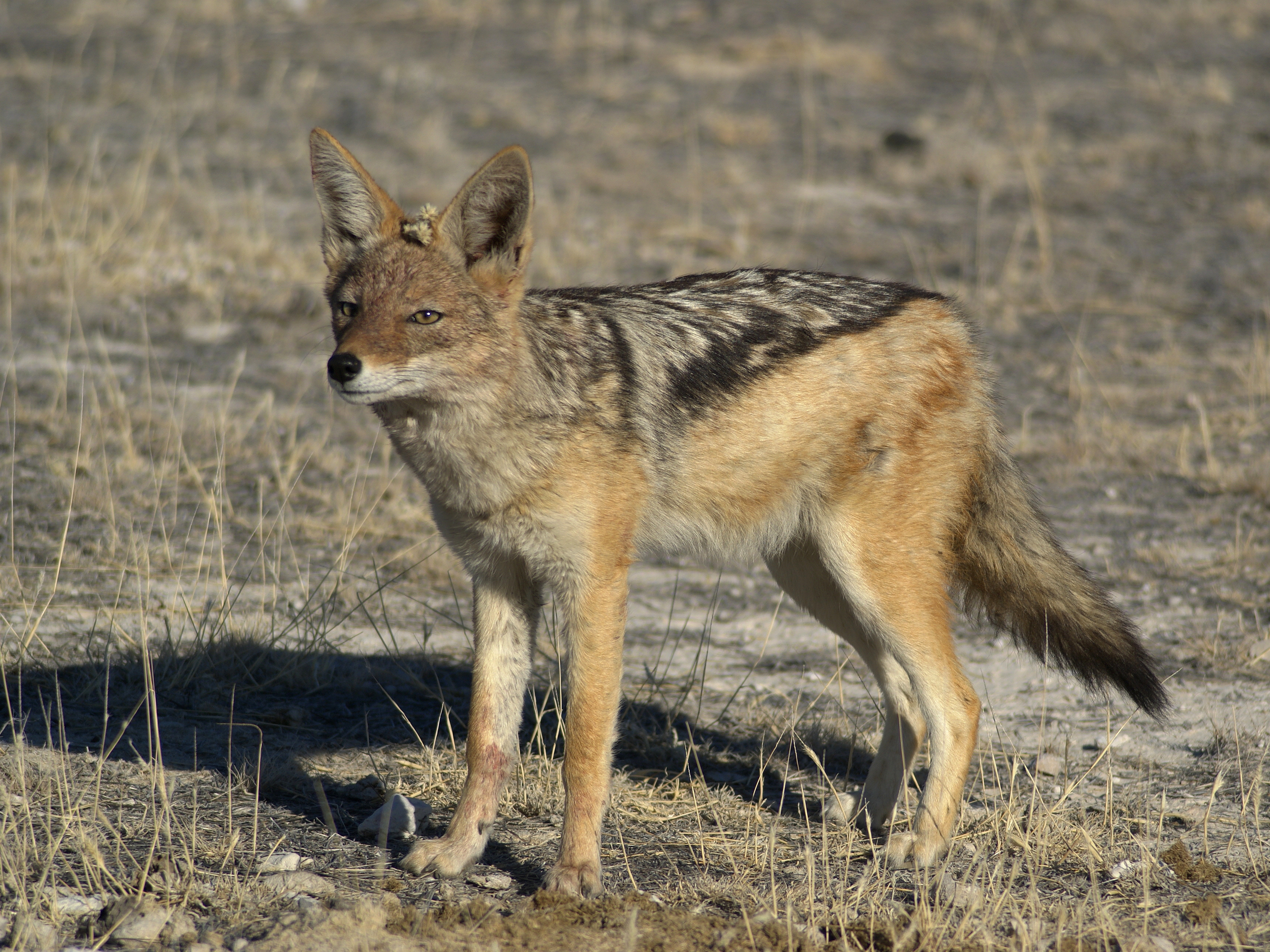
Zadeljakhals
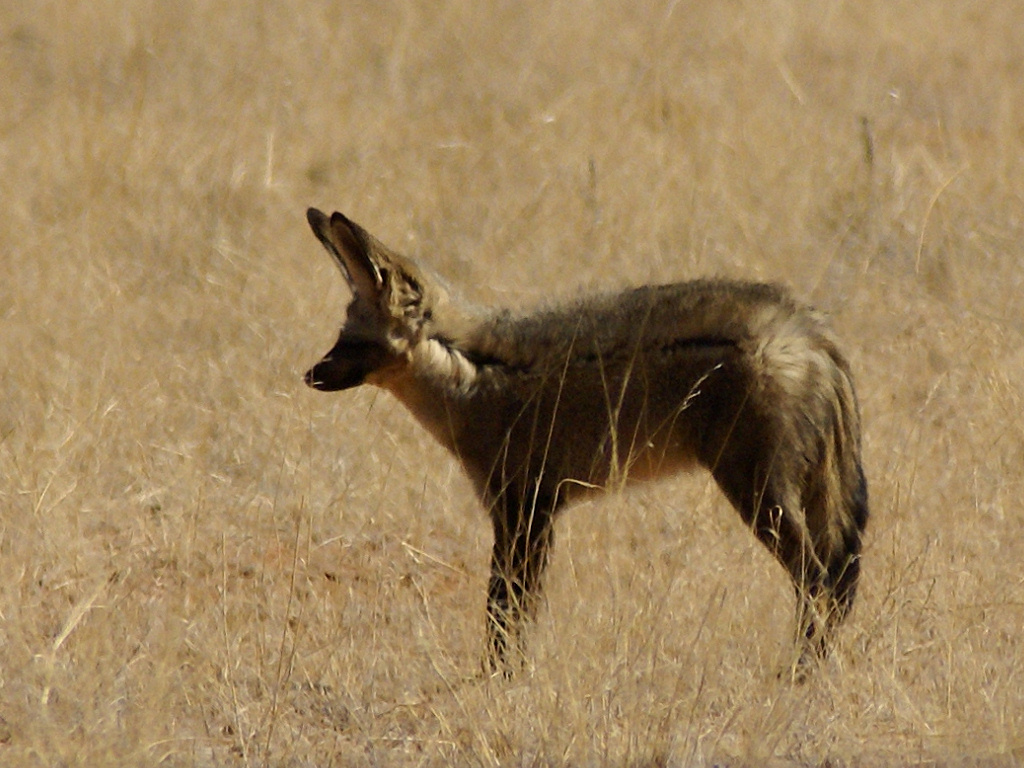
Grootoorvos
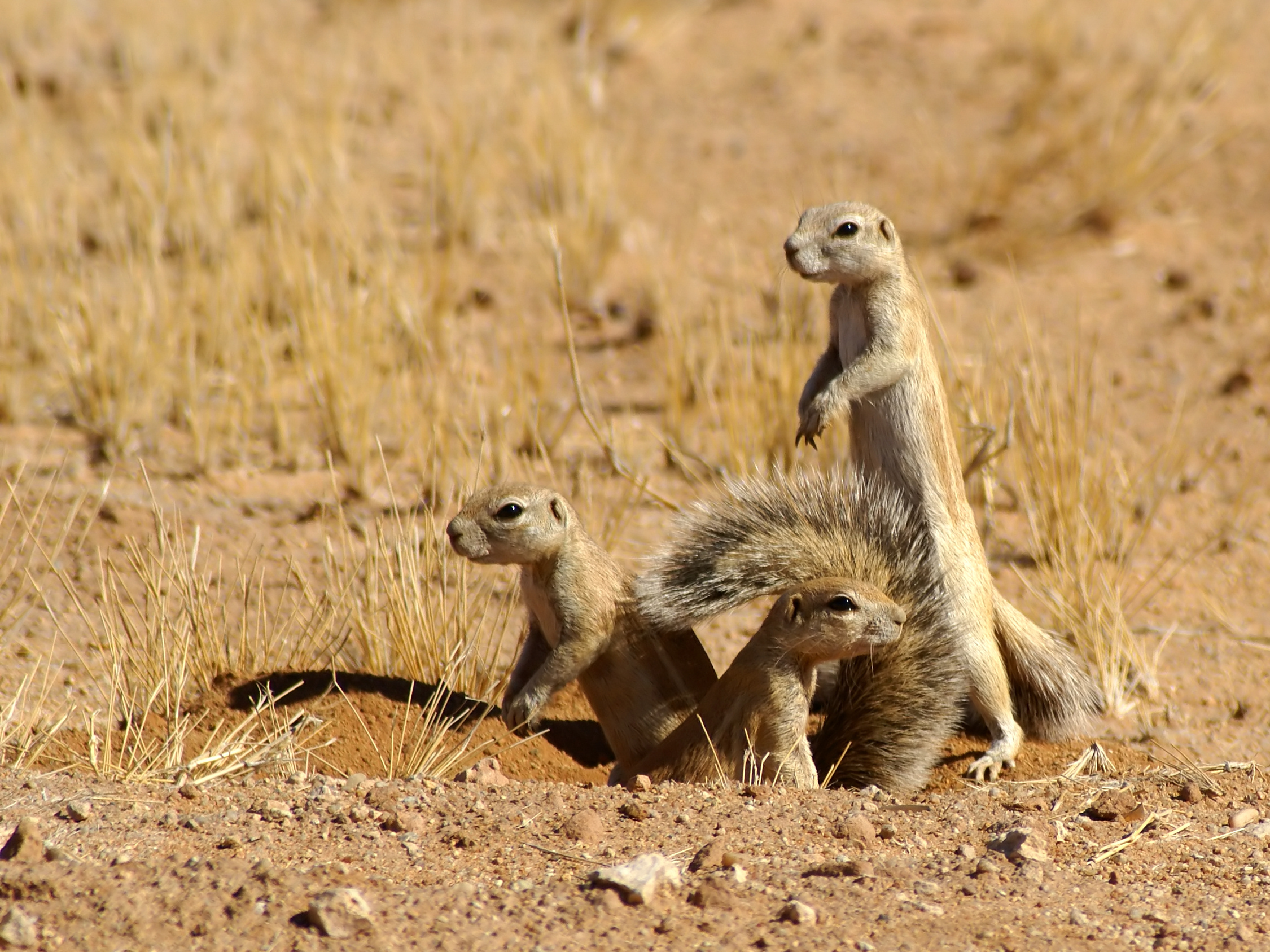
Kaapse grondeekhoorn.
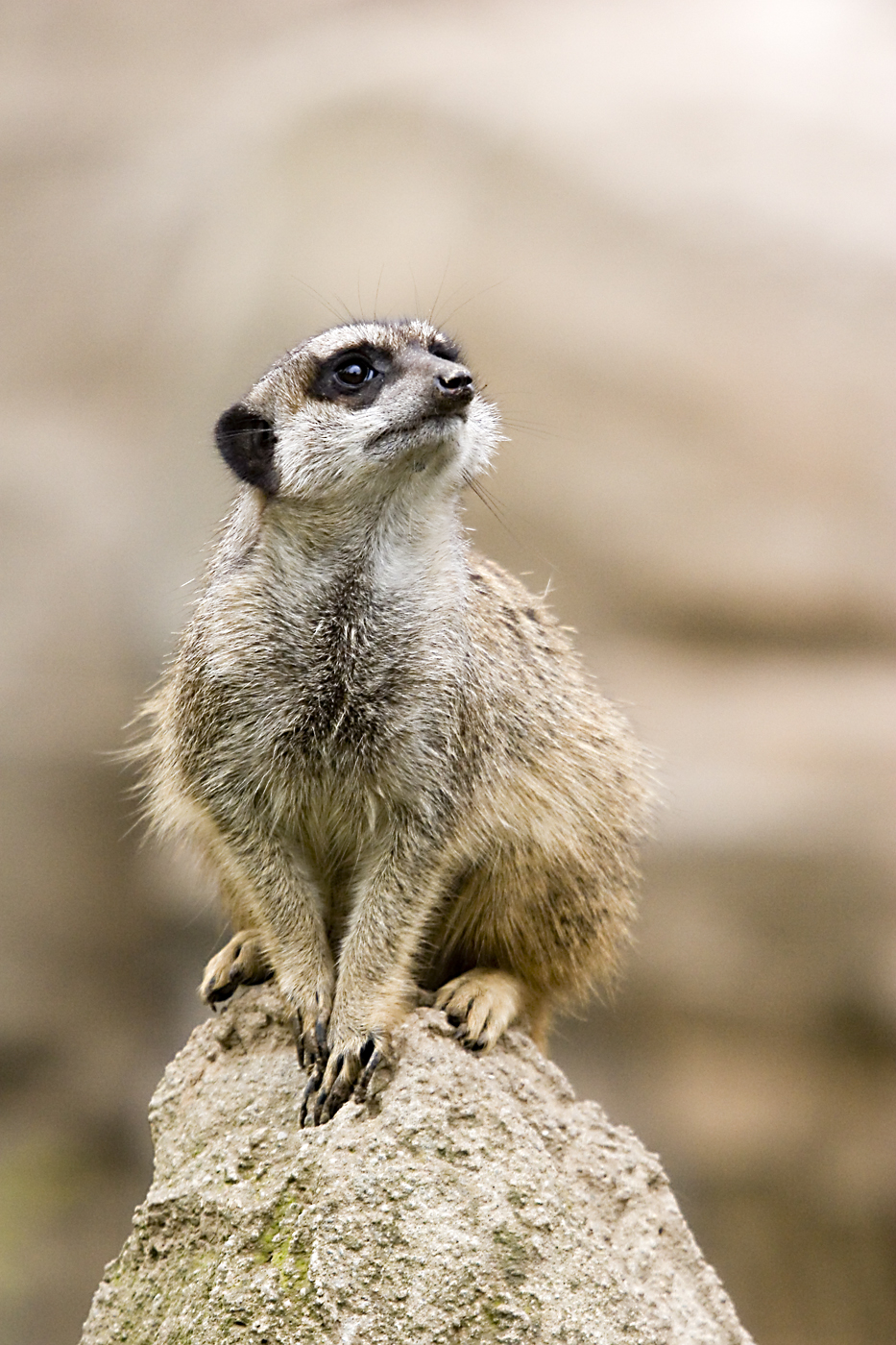
Stokstaartje

Addo Elephant ·
Agulhas ·
Ai-Ais/Richtersveld ·
Augrabies ·
Bergkwagga/Mountain Zebra ·
Bontebok ·
Tuinroete ·
Golden Gate Hoogland ·
Kamdeboo ·
Karoo ·
Kgalagadi ·
Kruger ·
Mapungubwe ·
Marakele ·
Meerkat ·
Mokala ·
Namakwa ·
Tafelberg ·
Tankwa Karoo ·
Weskus